# Hohltaube
Die Hohltaube (Columba oenas) ist eine Vogelart aus der Familie der Tauben (Columbidae). Sie ist eine der fünf Taubenarten, die in Mitteleuropa vorkommen.

## Beschreibung
Die Hohltaube hat eine Körperlänge von 28–32 cm und bei einer Flügelspannweite von 60–66 cm; sie ist damit etwa so groß wie die Stadttaube, aber deutlich kleiner als eine Ringeltaube. Männchen wiegen im Mittel etwa 300 g, Weibchen etwa 270 g.
Das Gefieder ist blaugrau, ohne weiße Gefiederpartien an Bürzel oder Flügel. Die Halsseiten sind glänzend grün und die Brust blass orange. Die Flügel der Hohltaube sind breit schwarz gerandet; die Augen sind schwarz. Männchen und Weibchen haben die gleiche Färbung. Der Ruf klingt in etwa wie „hu ru“.

## Verbreitung und Lebensraum

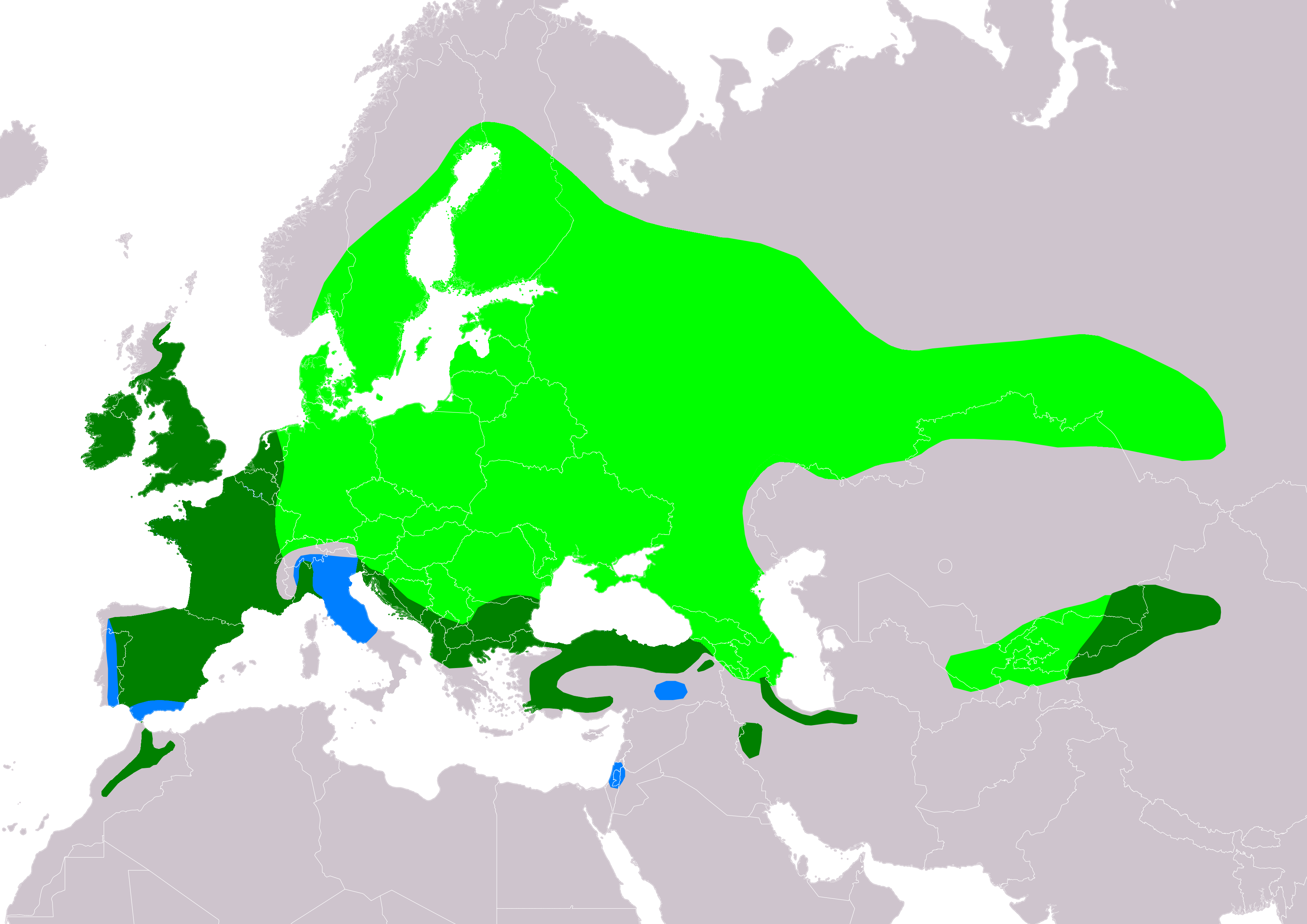
Verbreitung der Hohltaube:
Brutgebiete
Ganzjähriges Vorkommen
Überwinterungsgebiete

Die Hohltaube kommt von Europa bis Westsibirien sowie Kleinasien und Nordafrika vor.
Von Februar bis November ist die Hohltaube in Wäldern und Parkanlagen von fast ganz Europa (außer Island und Nordskandinavien) zu beobachten. Dabei ist sie an Altholzbestände mit Vorkommen des Schwarzspechts gebunden, auf dessen aufgegebene Nisthöhlen sie zum Brüten angewiesen ist. Hohltauben sind Zugvögel und ziehen im Winter nach West- und Südeuropa. Der Gesamtbestand der Hohltaube wird laut IUCN als stabil und ungefährdet angesehen.

## Ernährung
Die Hohltaube ernährt sich von Früchten, Samen, Beeren, Eicheln und Pflanzenteilen. Ihre Nahrung sucht sie auf Feldern und Grünflächen.

## Fortpflanzung

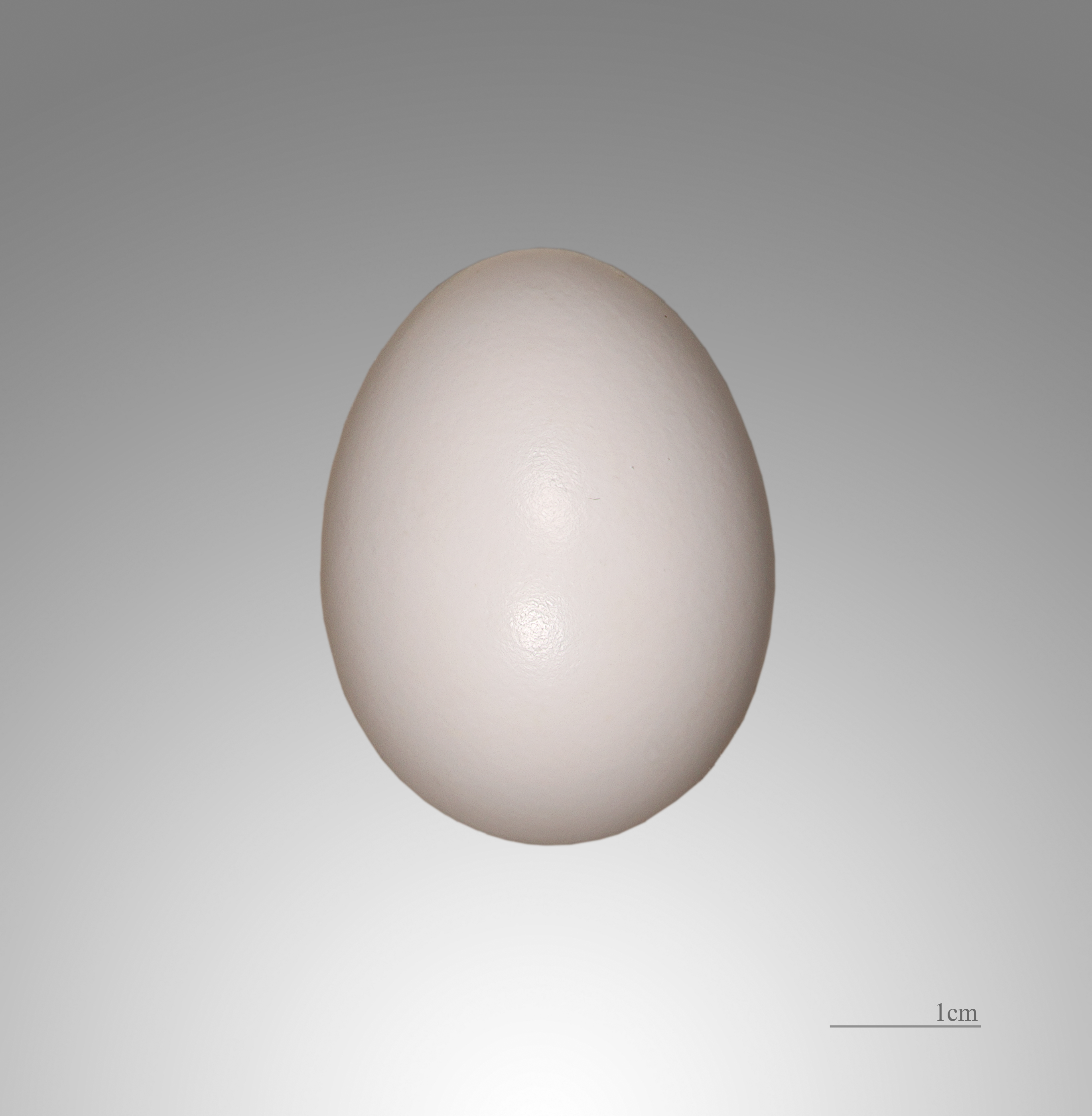
Ei einer Hohltaube

Die Brutzeit erstreckt sich von März bis September. Die Balz wird vom Männchen durch Verbeugungen eingeleitet. Der Paarung gehen Schnäbeln und Gefiederkraulen voraus. Das Weibchen legt zwei Eier in eine Baumhöhle (meist alte Höhlen des Schwarzspechtes), die mit Halmen, Reisig und Blättern ausgelegt ist. Entsprechend große Nistkästen werden ebenfalls angenommen. Männchen und Weibchen teilen sich das Brüten und die Versorgung der Jungen. Die Brutzeit beträgt 16 bis 17 Tage.

## Belege